# Alminar de San Juan (Córdoba)
El alminar de San Juan es una torre perteneciente a una antigua mezquita de la época emiral-califal, situada en la plaza de San Juan de Córdoba, España, parte de la iglesia de San Juan de los Caballeros. Se trata de uno de los cuatro alminares en España declarado Bien de Interés Cultural, enmarcado como Monumento histórico-artístico perteneciente al Tesoro Artístico Nacional mediante decreto de 3 de junio de 1931. Además, se encuentra en el centro histórico de Córdoba, declarado Patrimonio de la Humanidad por la Unesco.

## Historia
El minarete habría sido construido a mediados del siglo IX o principios del siglo X, terminando el Emirato de Córdoba y comenzando el Califato, y servía como llamada a la oración de la mezquita a la que estaría unida. Según una placa encontrada y conservada en el Museo Arqueológico de Córdoba, la mezquita habría sido construida por el cadí Umar ben Hadabas durante el gobierno del emir Abderramán II. Su altura debió ser más alta que la que presenta actualmente y estaría coronado en una terraza almenada, al estilo de las construcciones islámicas.
Tras la conquista de la ciudad por parte de las tropas castellanas de Fernando III en 1236, fue cedida a los caballeros de la Orden de San Juan de Jerusalén, también conocida como San Juan de los Caballeros, que construyeron una iglesia sobre la mezquita. Esto explicaría el nombre tanto del alminar como de la iglesia aneja. Está actualmente integrada en dicho complejo eclesiástico y desde 1880 en el colegio que las Esclavas del Sagrado Corazón de Jesús tienen en la capital cordobesa, ya que fue cedido por el obispo Ceferino González.
Aunque ya fue identificado como alminar por Teodomiro Ramírez de Arellano en su obra Paseos por Córdoba (1873-75), no sería investigado hasta 1927 tras unas reformas de la iglesia por el arquitecto Félix Hernández, quien lo catalogó como califal y también modificó el segundo cuerpo y construyó la parte superior a dos aguas. En 1997 se colocó una reja para evitar desprendimientos, que fue retirada durante la primera fase de restauración entre octubre y diciembre de 2018 durante una restauración exterior que evitaba frenar su deterioro e iluminar el monumento. En abril de 2020 la Consejería de Cultura de la Junta de Andalucía dio luz verde a la segunda fase, en la que se consolidará la parte interior y se retirará el techo realizado a principios del siglo XX. Las obras comenzaron el 18 de noviembre de ese año con un presupuesto de 68.000 euros y deberán estar concluidas antes del 31 de diciembre.

## Arquitectura
De estilo emiral y califal, presenta una planta cuadrada de 3,70 m de lado y una altura de 10,92 metros, un solo cuerpo de sillares dispuestos a soga y tizón con arcos gemelos de herradura sobre columnillas de mármol con fustes visigodos. Remataba este primer cuerpo una hilera de arquillo califales ciegos, los cuales no son apreciables salvo por las tres columnillas que aún son visibles. La torre tuvo un segundo cuerpo que fue desmontado y sustituido por la cubierta a cuatro vertientes que tiene actualmente.
A pesar del deterioro que presenta, es, tras la Mezquita, el mejor exponente de arte califal conservado en la ciudad. Es, además, el único alminar intacto de Qurtuba; el resto, como el de Santa Clara o San Lorenzo o la de la propia mezquita aljama fueron tan modificados a lo largo del tiempo que resulta difícil adscribirlos al arte emiral o califal.